# 샘 커티스
샘 커티스 (Sam Curtis, 2005년 12월 1일 ~ )는 아일랜드의 축구 선수이며, 셰필드 유나이티드에서 수비수로 뛰고 있다.